# Vaccinium debilescens
Vaccinium debilescens är en ljungväxtart som beskrevs av Herman Otto Sleumer. Vaccinium debilescens ingår i Blåbärssläktet, och familjen ljungväxter. Inga underarter finns listade i Catalogue of Life.